# Bernat Riera Alemany
Bernat Riera Alemany (Andratx, 1874 - Palma, 1926) fou un metge i militar mallorquí.
El 1896 fou destinat a la Guerra de Cuba on fou el metge del regiment Alfons XIII i cap de clínica de diversos hospitals. De tornada a Mallorca, exercí a l'Hospital Militar de Mallorca i publicà estudis sobre higiene i malalties infeccioses. Fou ascendit a General de Sanitat Militar el 1926. El seu germà Gabriel Riera Alemany fou batlle de Palma del 1939 al 1941. Un carrer d'Andratx (Bernat Riera) i un de Palma (General Riera) duen el seu nom.